# Конвой № 3809
Конвой № 3809 — японський конвой часів Другої світової війни, проведення якого відбувалось у серпні 1943 року.
Пунктом призначення конвою був атол Трук у центральній частині Каролінських островів, де ще до війни створили потужну базу японського ВМФ, з якої до лютого 1944 року провадились операції у цілому ряді архіпелагів. Вихідним пунктом став розташований у Токійській затоці порт Йокосука (саме звідси традиційно вирушала більшість конвоїв на Трук).
До складу конвою увійшли транспорти «Хокко-Мару», «Чіхая-Мару» (Chihaya Maru) та «Хакодзакі-Мару», тоді як охорону забезпечували есмінець «Інадзума» та тральщик W-26.
Загін вийшов із порту 9 серпня 1943 року. Його маршрут пролягав через кілька традиційних районів патрулювання американських підводних човнів, які зазвичай діяли поблизу східного узбережжя Японського архіпелагу, біля островів Оґасавара (конвой заходив на острів Тітідзіма 11—12 серпня), Маріанських островів (14—15 серпня загін побував на Сайпані) і на підходах до Труку. Утім, проходження конвою № 3809 відбулось успішно, і 17 серпня він без втрат досягнув Труку.